# تنظيم إداري

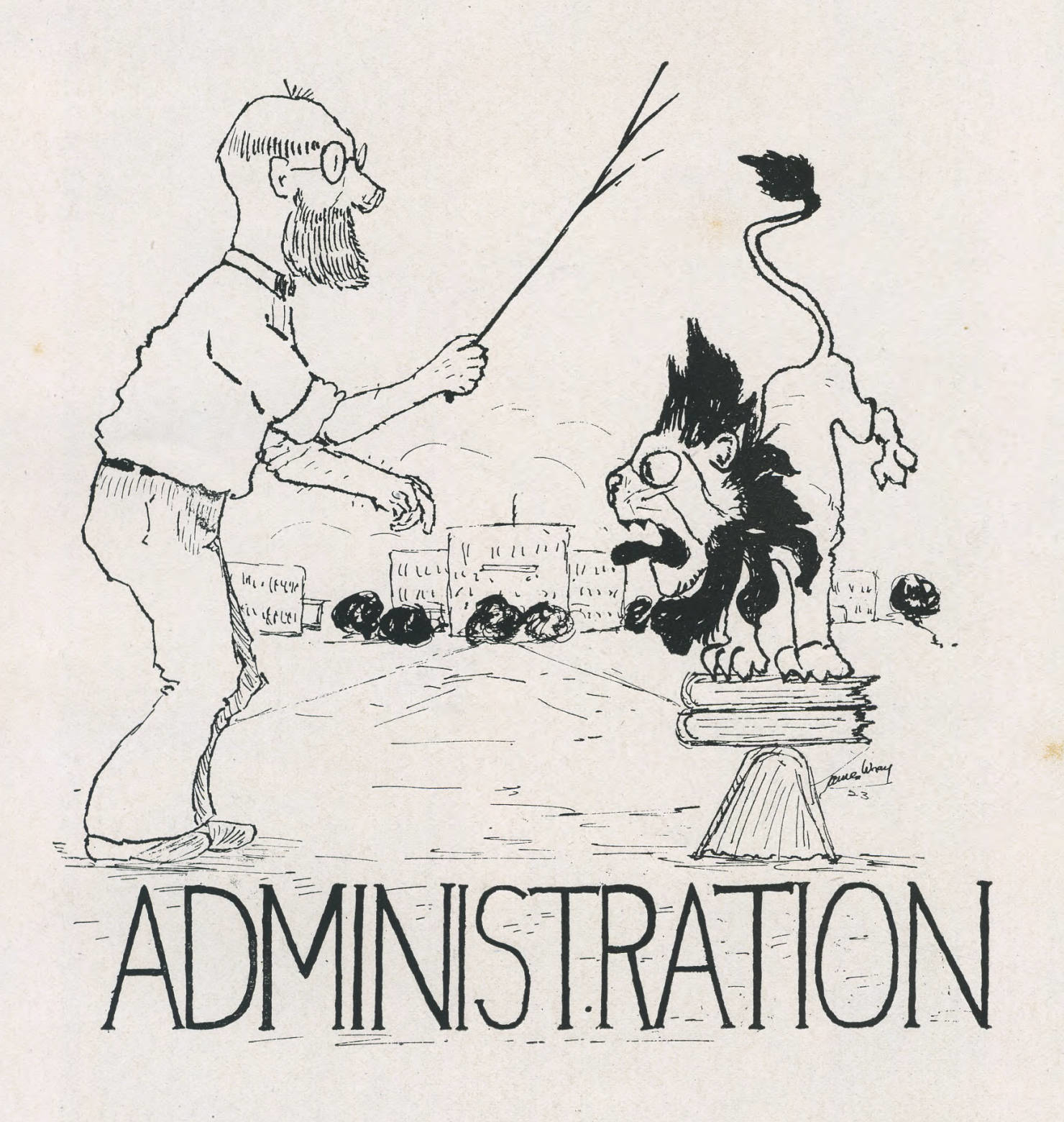
عمل فني بعنوان "الإدارة" ظهر في الكتاب السنوي للاكوست لعام 1923 في كلية المعلمين في ولاية تكساس الشرقية.

التنظيم هي ثاني وظائف العملية الإدارية، وهي العملية التي تقوم بها كل المستويات الإدارية، ويشمل تحديد الهيكل التنظيمي للمؤسسة، وتحديد الأنشطة وأوجه العمل اللازمة لتحقيق هدف المؤسسة، وتجميع الأنشطة وتخصص مدير لكل مجموعة وتعويض السلطة له للقيام بها.
تتطلب وظيفة التنظيم توفير التنسيق بين الإدارات والأقسام ذات التخصص بالأنشطة والأعمال المراد تنفيذها لتحقيق الأهداف المحددة.
وحتى يمتد لمجموع التراب لابد من وساطة تمكن من إخضاع المحيط لسلطة المركز.وهذه العلاقة الديناميكية بين المركز والمحيط التي تقوم عليها المركزية تكون مصدرين من نوعيين من المؤسسات: المؤسسات الإدارية المركزية والتي توجد في المركز (العاصمة).والمؤسسات الإدارية الترابية، الموجودة خارج المركز.

## محددات التنظيم
1) تقسيم العمل حسب التخصص، ويتطلب ذلك تحديد مواصفات الأفراد المعنيين بتنفيذ الأنشطة وسماتهم، بناء على المؤهل العلمي، والخبرة، والتخصص.
2)التسلسل الرئاسي والعلاقات الوظيفية.
3)الهيكل التنظيمي.
4) مركز كل فرد ودوره
التنظيم يبين العلاقات بين الأنشطة والسلطات. عرّف «وارين بلنكت» و«ريموند اتنر» في كتابهما «مقدمة الإدارة» وظيفة التنظيم على أنها عملية دمج الموارد البشرية والمادية من خلال هيكل رسمي يبين المهام والسلطات.
هنالك أربعة أنشطة بارزة في التنظيم:
- * تحديد أنشطة العمل التي يجب أن تنجز لتحقيق الأهداف التنظيمية.
- تصنيف أنواع العمل المطلوبة ومجموعات العمل إلى وحدات عمل إدارية.
- تفويض العمل إلى أشخاص آخرين مع إعطائهم قدر مناسب من السلطة.
- تصميم مستويات اتخاذ القرارات.